# Calamoecia ultima
Calamoecia ultima is een eenoogkreeftjessoort uit de familie van de Centropagidae. De wetenschappelijke naam van de soort is voor het eerst geldig gepubliceerd in 1960 door Brehm.